# Ольховский (Крымский район)
Ольховский — хутор в Крымском районе Краснодарского края.
Входит в состав Киевского сельского поселения.

## История
Основан в 1967 году.

## Население
| 1999 | 2002 | 2010 |
| ---- | ---- | ---- |
| 70   | ↗94  | ↗97  |